# Christian Naumann
Christian Naumann (født 1. juli 1810 i Malmø, død 30. august 1888 i Stockholm) var en svensk retslærd.
Naumann blev student 1826, Dr. phil. 1832, studerede derefter retsvidenskab, cand. jur. 1836, viceherredshøvding 1839, sekretær og ombudsmand ved universitetet i Lund 1841, 1852 ordentlig professor sammesteds, Dr. jur. h. c. 1854 i Kiel, 1860—77 medlem af Sveriges Højesteret. Naumann var en frugtbar og alsidig forfatter, der var litterært virksom på flere af retsvidenskabens felter, således strafferetten: Om edsöret enligt landskapslagarne (1843), De delictis publicis, præcipua Juris patriæ publici & criminalis ratione habita (1845), Om straffrättstheorien och penitentiärsystemet (1849; oversat på tysk med fortale af C.N. David samme år) med en Hegelsk farvet absolut straffeteori, kirkeretten — Hvilken är Swenska stats-religionen? Hwad förstodo 1809-års lagstiftare med den i 16-de § regeringsformen stadgade religionsfrihet? (1857) — og navnlig statsretten. I sit hovedværk Sveriges statsforfattningsrätt (I 1844, II 1856-57, III 1863-68, IV 1871—74, ny udgave I—IV 1879—84) gav Naumann på en bred historiske basis den første fremstilling af Sveriges konstitutionelle ret i dens hele omfang; det efterfulgtes af den meget benyttede udgave af Sveriges grundlagar (1854 og senere oplag), og indledningen hertil Svenska statsförfatningens historiska utveckling (1864, 1866 og 1875), Handbok för riksdagsmän (1860) og andre. Talrige afhandlinger og andre bidrag bragte det af Naumann stiftede indflydelsesrige Tidskrift för lagstiftning, lagskipning och förvaltning (1864—88), således i 3. bind Om främlingars asylrätt i Sverige, hvilken ligeledes fremkom i Revue de droit international. Han blev 1873 medlem af Institut de droit international.